# 吉田肇
吉田 肇（よしだ はじめ）は、元フジテレビジョン編成制作局第二制作部所属の人物である。

## 概要
アシスタントディレクターとしての任務を終えた後、フジテレビ社内外番組のMAを行っている。フジテレビ社員ロックバンド「MARS」のギター担当。
フジテレビ退社後、ポストプロダクション企業「合同会社casinodrive（カジノドライブ）」を創立。
パンク・ロック・バンドPANICSMILEではボーカルとギターを担当する。1997年、自ら発足したレコード会社Headache Soundsより、2枚のコンピレーション・アルバムを発表。
2002年から2006年頃まで秋葉原CLUB GOODMANのブッキング・マネージャーを務めた。

## MA担当番組
フジテレビ・BSフジ
- ワンナイR&R
- さんま大先生が行く!
- 明石家さんまのフジテレビ大反省会
- さんタク
- さんまのお笑い向上委員会
- メントレSuperG!TOKIO10周年記念スペシャル
- ミュージックフェア
- ポンキッキシリーズ
  - ポンキッキーズ21
  - ポンキッキーズ
  - ポンキッキ
  - beポンキッキ
  - beポンキッキーズ

- きかんしゃトーマス（第7-8シリーズ）
- ガチャムク
- BSいきものがかり

TBSテレビ
- 世界ウルルン滞在記